# Ceriagrion sinense
Ceriagrion sinense – gatunek ważki z rodziny łątkowatych (Coenagrionidae). Występuje w Chinach; stwierdzony w prowincjach Kuejczou, Hunan, Jiangxi i Zhejiang.